# Rzeszotary-Stara Wieś
Rzeszotary-Stara Wieś [pronunciación en polaco: /ʐɛʂɔˈtarɨ ˈstara ˈvjɛɕ/] es un pueblo en el distrito administrativo de Gmina Rościszewo, dentro del Distrito de Sierpc, Voivodato de Mazovia, en el centro-este de Polonia.